# Episode II (Safri Duo)
Episode II è un album registrato in studio del gruppo musicale danese Safri Duo pubblicato nel 2001.

## Tracce
1. Played-A-Live (The Bongo Song)
2. Snakefood
3. A-Gusta
4. Samb-Adagio
5. Everything
6. Everything Epilogue
7. Crazy Benny
8. Baya Baya
9. Adagio